# 三唐乡
三唐乡，是中华人民共和国山東省德州市平原县下辖的一个乡镇级行政单位。

## 行政区划
三唐乡下辖以下地区：
兴唐社区、通达社区村、兴牧社区村、桃园社区村、千佛塔社区村、姚屯社区村、泰和社区村、正大社区村、三安社区村、中兴社区村和协和社区村。